# Le Christ ressuscité entre saint André et Longin
Le Christ ressuscité entre saint André et Longin est une gravure sur cuivre d'Andrea Mantegna exécutée vers 1470-1475.

## Histoire
Cette gravure fait partie d'une liste de sept attribuées depuis 1901 par différents chercheurs à l'artiste Andrea Mantegna ; elle était déjà citée comme de la main de Mantegna par Giorgio Vasari dans Les Vies (1568, III).
La matrice originelle, une plaque de cuivre à ce jour disparue, sur laquelle figurait également La Mise au tombeau « en largeur », permet de dater cette composition des années 1470-1475, comme le laisse supposer l'inventaire des biens de Ludovico, l'un des fils de Mantegna, établi en 1510. Cependant, contrairement à La Mise au tombeau, cette gravure présente visiblement moins de variété et de liberté d'exécution des traits, comme s'il s'agissait-là d'une tentative antérieure au travail des gravures suivantes de Mantegna.
Le lien entre un dessin à la plume et cette gravure est établi : conservé à la Staatliche Graphische Sammlung de Munich, ce dessin a appartenu au grand collectionneur et banquier Everhard Jabach (1618-1695), et réapparaît vers 1816 comme modèle d'une lithographie signée Johann Nepomuk Strixner. Il faut cependant attendre les travaux du chercheur David Ekserdjian, en vue de l'exposition Mantegna de Londres en 1992, pour que soient définitivement démontrées une connexion entre les deux œuvres, mais aussi de sensibles différences. Le chercheur confirme toutefois que le dessin est bien l'original dont découle la gravure, ce qui reste à ce jour un cas unique au sein du corpus gravé mantegnesque.
Ce dessin, très abîmé, présente la particularité d'avoir été exécuté sur un papier vergé fabriqué dans la région de Mantoue dont un filigrane à motif de basilic est le signe. On y distingue également que la tête du Christ a été découpée, modifiée puis réinsérée au sein de la composition. Enfin, le dessin est particulièrement soigné, les lignes du bois de la Croix par exemple attestent que ce travail était bien destiné à faciliter le report sur papier calque, puis sur la plaque de cuivre, et ne constituait pas une esquisse. La grande différence entre les deux œuvres reste, d'une part, l'inscription latine « PIO ET IMMORTALI DEO », absente de la plaque, et, d'autre part, l'inclinaison de la tête du Christ, beaucoup plus prononcée sur la plaque, comme vue d'en dessous.
Quant à la plaque de cuivre, disparue, on sait qu'elle fut envoyée en France, à Fontainebleau. La scène fut copiée par Giovanni Antonio da Brescia, puis par un graveur vénitien anonyme (xylographie, avant 1526), dont la curieuse destinée fut d'illustrer un petit recueil de textes de Martin Luther.

## Description
L'iconographie est ici typiquement mantouane : on voit à droite, le centurion Longin, dont il est dit, selon la légende, qu'il est mort à Mantoue. Il a percé de sa lance le flanc du Christ, et semble se repentir ; à gauche, André qui tient sa grande croix et qui est vénéré par la ville comme patron. La basilique Saint-André de Mantoue fut d'ailleurs le lieu de travaux de reconstruction menés par Léon Battista Alberti dès juin 1472 ; Mantegna ne pouvait pas les ignorer, et le tombeau d'André se trouve en cette église, et la finalité de l'estampe qu'il fabriqua, était peut-être destinée à célébrer le début des travaux de cet important chantier.
Le pied de saint André, qui déborde l’espace, accentue la profondeur de la composition.
L'épreuve conservée au Metropolitan Museum of Art présente l'intérêt de ne pas être rognée sur le bord droit, tandis que celle de Bibliothèque nationale de France l'est mais demeure le seul à posséder en filigrane le motif du basilic.